# Kufiya palestina

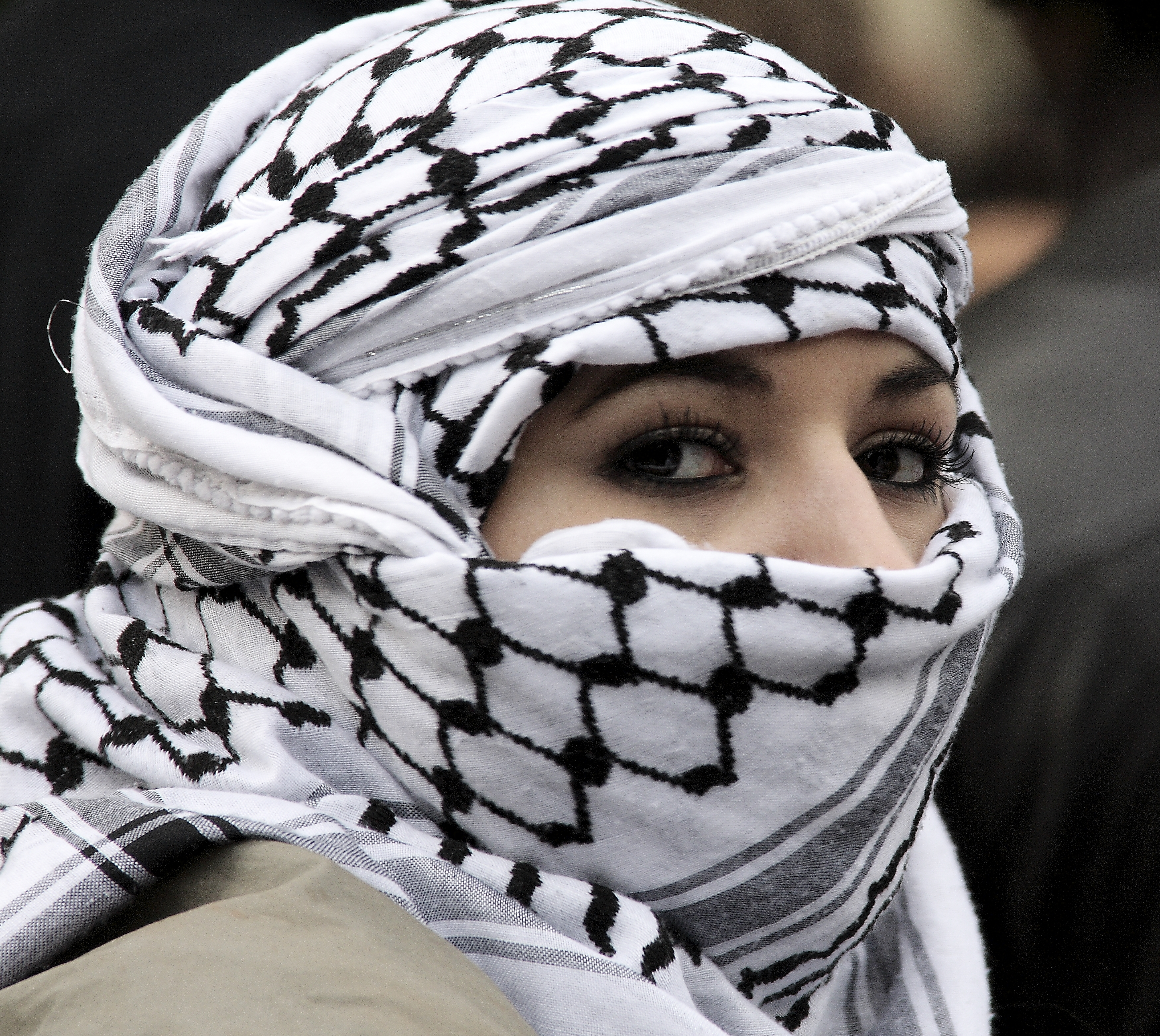
Mujer con kufiya palestina en una manifestación contra el ataque a la flotilla de Gaza, París, 31 de mayo de 2010.

La kufiya o kefiyeh palestina (en árabe : كوفية ) es una bufanda de cuadros en blanco y negro. Esta pieza se lleva generalmente alrededor cuello o en la cabeza. La kefiyeh se ha convertido en un símbolo del nacionalismo palestino, que se remonta a la revuelta árabe de 1936-1939 en Palestina. Fuera de Oriente Medio y el norte de África, la kefiyeh ganó popularidad por primera vez entre los activistas que apoyaban a los palestinos en el conflicto con Israel. La kefiyeh se ha convertido en un icono de la solidaridad palestina. 

## Historia

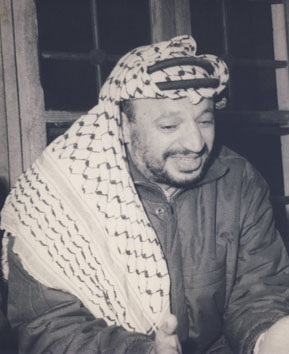
Yasser Arafat con su emblemática kefiyeh, 1974.

Tradicionalmente usado por los agricultores palestinos durante el período otomano, la kefiyeh indicaba que el portador era rural, a diferencia del tarbouche que llevaban las clases urbanas. 
La kefiyeh en blanco y negro que llevaban a los palestinos de todos los rangos se convirtió en un símbolo del nacionalismo palestino, especialmente durante la revuelta árabe de los años treinta.  La kefiyeh creció en popularidad y alcanzó su punto álgido en 1938, cuando la dirección de la revuelta ordenó que las clases urbanas sustituyeran a sus peinados tradicionales por el kefiyeh. El movimiento pretendía crear unidad así como permitir que los rebeldes se incorporaran a las ciudades. 
Su importancia aumentó durante la década de 1960 con el inicio del movimiento de resistencia palestino y su adopción por el político palestino Yasser Arafat. 
La kefiyeh a cuadros en blanco y negro se convertiría más tarde en el símbolo de Arafat y rara vez se le veía sin él. Sólo de vez en cuando llevaba una gorra militar o, en climas más fríos, un sombrero de ushanka de estilo ruso  Arafat llevaba su kefiyeh de una manera semi-tradicional, envuelto alrededor de su cabeza mediante un agal  También llevaba una prenda de tela con estampados parecidos al de su ropa militar  Desde el principio, hizo una marca de colocar el foulard sólo en el hombro derecho, disponiéndolo en forma de triángulo, para parecerse a los contornos del territorio reivindicado por Palestina. Esta forma de llevar la kefiyeh se ha convertido en un símbolo de Arafat como persona y líder político. Esta forma de llevar la kefiyeh no ha sido imitada por otros líderes palestinos. 
Otra figura palestina asociada a la kefiyeh es Leïla Khaled, miembro femenina del brazo armado del Frente Popular para la Liberación de Palestina  Varias fotografías de Khaled circularon en los periódicos occidentales tras el secuestro del vuelo 840 de la TWA y los secuestros de Dawson's Field  Estas fotos a menudo incluían Khaled que llevaba una keffiyeh al estilo del hiyab de una mujer musulmana, envuelto en torno a la cabeza y los hombros. Esto era inusual, ya que la keffiyeh se asocia con el machismo árabe y muchos creen que es una declaración de moda de Khaled. Esta declaración de moda denotaría la igualdad de Leila Khaled, una mujer, con los hombres en la lucha armada palestina. 
Los colores de las costuras de una kefiyeh también están vagamente asociados a las simpatías políticas palestinas. Los kafiyehs tradicionales en blanco y negro se han asociado con Fatah  Más tarde, los marxistas palestinos adoptaron kefiyehs rojos y blancos, como el FPLP 

## Solidaridad palestina
El uso de la kefiyeh a menudo va acompañado de críticas de diversas facciones políticas en el conflicto israelí-palestino en curso. La jerga "kinderlach keffiyeh" se refiere a los jóvenes judíos estadounidenses de izquierda, especialmente estudiantes, que llevan una kefiyeh en el cuello como declaración política/de moda. Este término puede haber aparecido por primera vez en la imprenta en un artículo de Bradley Bursto, en el que escribe « el kaffiyeh kinderlach de los suburbios exiliado de Berkeley, mucho más palestino que los palestinos » en su crítica en Israel. Algunos activistas europeos también han llevado la keffiyeh. 
Mientras que los manifestantes occidentales traen estilos y tonos de kefiyeh, lo más destacado es la kefiyeh en blanco y negro. Normalmente se lleva al cuello como una bufanda, simplemente atada a la parte delantera con la tela dejada pasar por la espalda. Otros estilos populares incluyen bufandas de forma rectangular con el patrón básico en blanco y negro en el cuerpo y extremos tejidos en forma de bandera palestina  Desde la Intifada de Al Aqsa, estas bufandas rectangulares han aparecido cada vez más con una combinación de la bandera palestina y la mezquita de al Aqsa, estampada en los extremos de la tela. 
En 2006, el primer ministro de España, José Luis Rodríguez Zapatero, pronunció un discurso en el que criticó duramente a Israel, después aceptó una kefiyeh de la ciudadanía y se hizo fotografiar llevándola. 
La marca impresa «kefieh » ha sido utilizada varias veces a la moda por marcas como Topshop, ASOS, Cecilie Copenhagen, Boohoo o la marca israelí Dodo Bar Oro, provocando polémicas y debates sobre la apropiación cultural   En 2007, la cadena estadounidense de tiendas de ropa Urban Outfitters dejó de vender kefiyeh (venido con el nombre de «bufandas contra la guerra»)  tras ser criticado por « un activista pro Israel... [que] se quejó de los artículos »  La empresa dijo que no tenía la intención « para implicar simpatía o apoyo a los terroristas o al terrorismo »  y que este delito « no era en modo alguno [su] intención » 
La rapera de hip-hop anglo-palestina Shadia Mansour denunció la apropiación cultural de la keffiyeh, defendiéndola como símbolo de la solidaridad palestina, en su primer single, al-Kūfīyah 'Arabīyah ("la kefiyeh es árabe"). Toca con un thawb tradicional palestino y proclama en su canción : « Esta es una buena mirada de keffiyeh/The Arab keffiyeh » (Así es como nos ponemos la kefiyeh/la kefiyeh árabe) y.. « Ime like the keffiyeh/However you rock me/Wherever you leave me/I stay true to my origins/Palestinian » (Soy como la keffiyeh/Sea como me muevas/Allá donde me dejes/Me mantengo fiel a mi origen/Palestino). En el escenario de Nueva York presentó la canción diciendo : « You can take my falafel and hummus, pero don't fucking touch my keffiyeh » (« Puedes tomar mi falafel y hummus, pero no me toques mi kefiyeh ») 

## Fabricación en Palestina

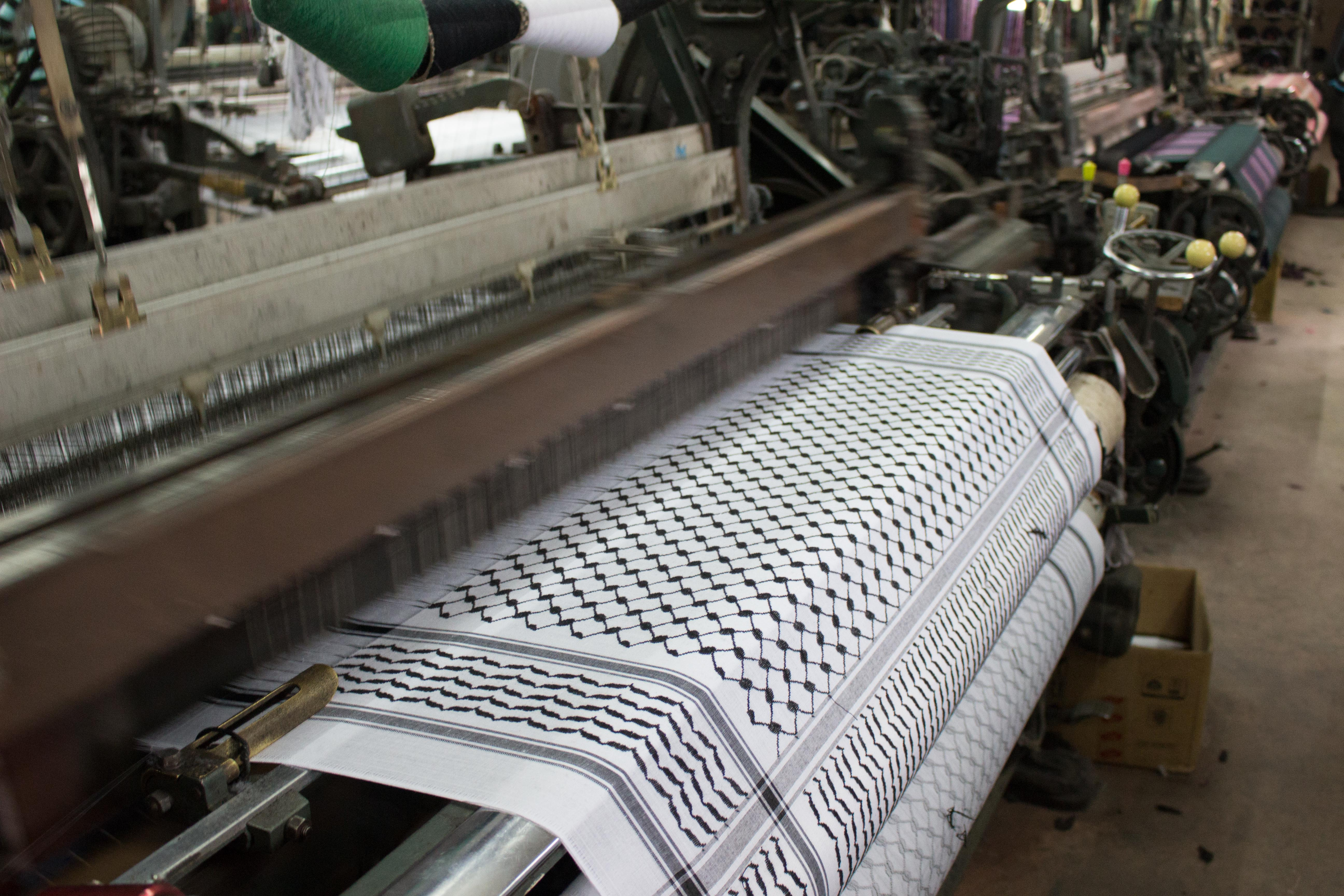
Un telar tejiendo una kufiya palestina en la fábrica Hirbawi de Hebrón.

Este símbolo de la identidad palestina es importado mayoritariamente de China. Con la creciente popularidad del pañuelo en la primera década del 2000, los fabricantes chinos entraron en el mercado, expulsando a los palestinos del negocio. 
Durante cinco décadas, Yasser Hirbawi fue el único fabricante palestino de kufiyas, fabricándolas en dieciséis telares en la fábrica textil Hirbawi en Hebrón.  En 1990, funcionaban quince telares, haciendo aproximadamente 150.000 kufiyas al año. Pero tras los acuerdos de Oslo y la adopción del mercado libre, las kufiyas baratas de China invadieron el mercado. En 2010 sólo se utilizaban cuatro telares para 10.000 kufiyas al año, pero ante el riesgo de que se perdiera la tradición intervinieron empresas extranjeras que empezaron a comprar mayores cantidades de kufiyas para revenderlas fuera. A diferencia de los productos hechos en China, Hirbawi sólo utiliza algodón. El hijo de Hirbawi, Izzat, declaró la importancia de mantener la fabricación del símbolo palestino en Palestina : « la kufiya es una tradición palestina y debería hacerse en Palestina. Debemos ser nosotros los que lo hacemos ».